# Ernst van Eeghen

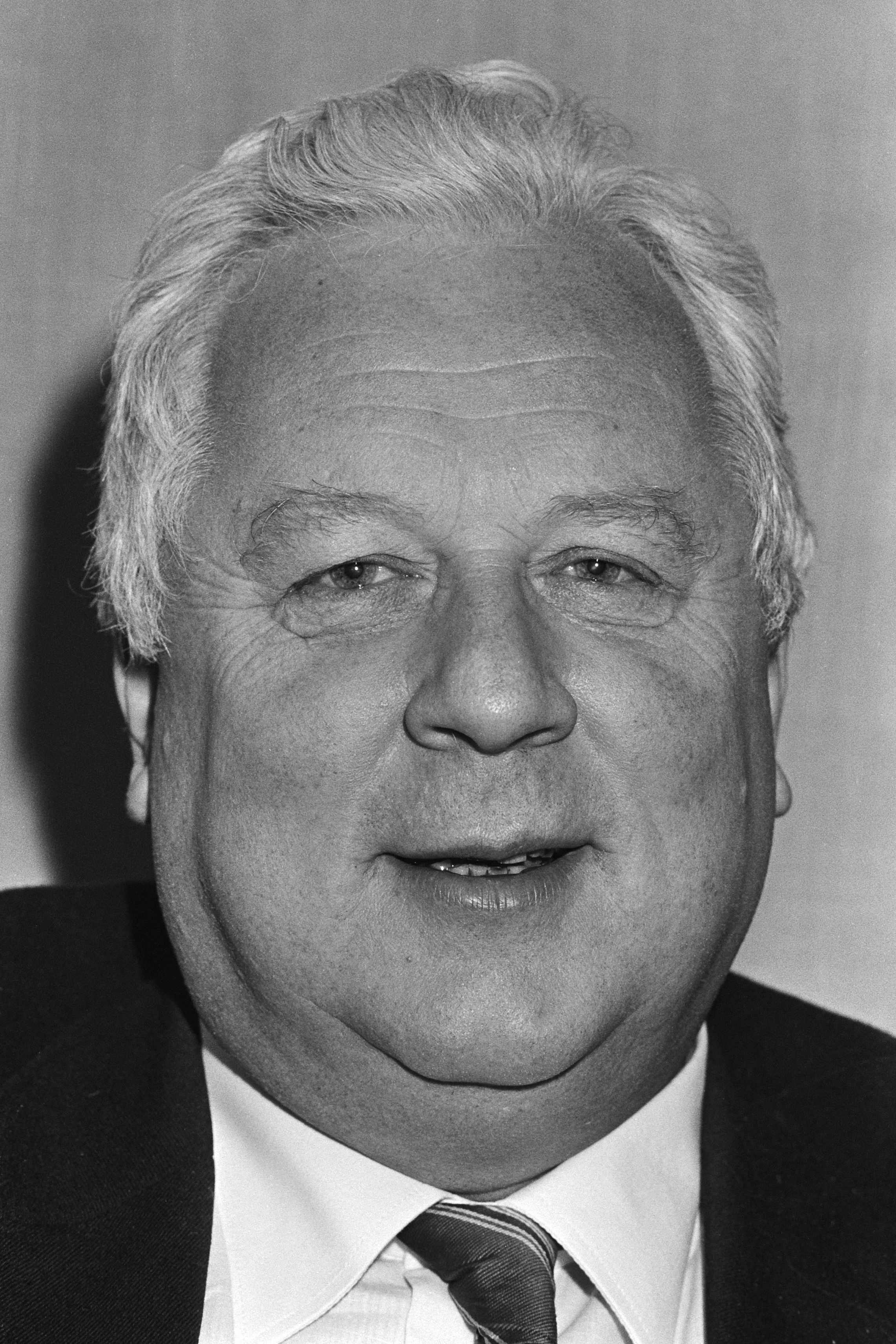
Ernst Henry van Eeghen (1981)

Ernst Henry van Eeghen, heer van Berkenrode (Amsterdam, 13 april 1920 – Interlaken, 15 januari 2007) was een Nederlands zakenman en consul uit het patriciaatsgeslacht Van Eeghen.

## Familie
Van Eeghen werd geboren als zoon van Henri Louis van Eeghen (1887-1976) en jkvr. Catharina Margaretha Boreel (1891-1981), lid van de familie Boreel. Zijn jongere zus was Marguerite Cornélie van Eeghen (1928-2016), filantrope en maatschappelijk bestuurslid. Van Eeghen trouwde in 1942 met jkvr. Erica Ernestine van Panhuys (1922-1984). Hij hertrouwde in 1986 met Jutta Fischer. Hij had een dochter, Erica van Eeghen, en zes zoons. Van Eeghen overleed op 86-jarige leeftijd, en werd begraven op de Algemene Begraafplaats te Heemstede.

### Berkenrode
In 1954 overleed zijn tante Olga Ernestine Henriette van Eeghen, vrouwe van Berkenrode (1889-1954), weduwe van Hendrik van Wickevoort Crommelin, heer van Berkenrode (1889-1939); het echtpaar had geen kinderen. Van Eeghen erfde Berkenrode en werd de 26e (titulair) heer van Berkenrode. Hij woonde op Berkenrode, in een tot villa verbouwde stal. In 1984 verkocht hij het huis Berkenrode. Met de opbrengst richtte hij de stichting Berkenrode op.

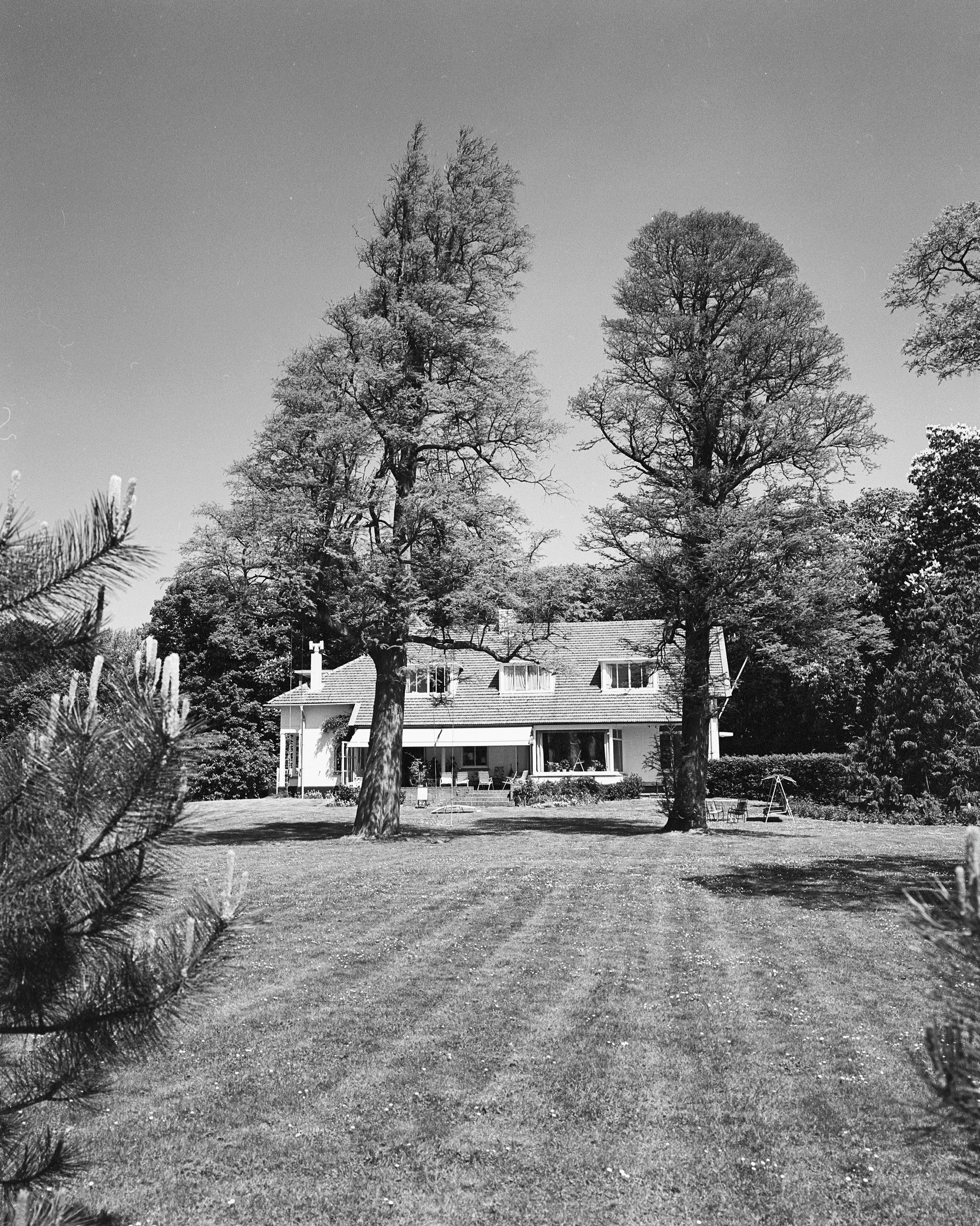
Villa Berkenrode

## Loopbaan
Na de oorlogsjaren, waarin Van Eeghen met de Canadezen vocht en in Nederlands-Indië, werd hij directeur van de import- en exportfirma Van Eeghen & Maclaine opgericht in Dar es Salaam, Tanganyika (Tanzania), en vervolgens het eeuwenoude handelshuis Van Eeghen & Co in Amsterdam. Daarnaast vervulde hij de honoraire consulaire functies, zoals die van honorair consul van Nederland in Tanzania (vanaf 1950), en na terugkeer naar Nederland, die van consul van Tanzania in Nederland.
In de jaren zeventig en tachtig van de 20e eeuw werd op initiatief van Van Eeghen het zogeheten 'Berkenrode-overleg' gehouden. In dit overleg tijdens de Koude Oorlog vond informeel overleg plaats tussen Nederlandse zakenlieden en Russische deskundigen, onder wie maarschalk Semion Ivanov en generaal Radomir Bogdanov. Actuele vraagstukken als de kruisrakettenkwestie en militaire en economische betrekkingen tussen Oost en West kwamen daarbij aan de orde. In 1981 maakte hij deel uit van een parlementaire defensiedelegatie die in Moskou veiligheidszaken besprak met de Russische minister van Algemene Zaken Tolstikov.
Van Eeghen was daarnaast betrokken bij het CDA.